# Jianghanslätten
Jianghanslätten (förenklade kinesiska tecken: 江汉平原; traditionella kinesiska tecken: 江漢平原; pinyin: Jiānghànpíngyúan). Namnet kommer av slättens två dominerande floder Chang Jiang (Yangtze) och Hanfloden. Jianghanslätten är en alluvialslätt i centrala och södra Hubei i Chang Jiangs mellersta lopp. Slätten har bildats genom avlagringar från Chang Jiang och Hanfloden. Den platta slätten har en yta på över 30 000 kvadratkilometer och ligger i genomsnitt cirka 50 meter över havet. Jianghanslätten är Hubeis viktigaste jordbruksområde och här odlas bland annat brödsäd och bomull. Av naturtillgångar finns till exempel mineralsalt och olja.

## Fotnoter
1. ↑  Tyska Wikipedia:  "Jianghan-Ebene"